# Wharekopae (rivière)
La rivière Wharekopae  (en anglais : Wharekopae River) est un cours d’eau situé dans le nord-est de l’île du Nord de la Nouvelle-Zélande.

## Géographie
C’est un affluent de la rivière Waikohu (qui elle-même est un affluent du fleuve Waipaoa). La rivière prend naissance sur les pentes du pic Maungatapere, à 1 050 m d’altitude, à l’extrémité nord-est de la chaîne de Huiarau Range (en), et s’écoule vers l’est, atteignant la rivière Waikohu au niveau de la ville de Waikohu, à l’ouest de la ville de Te Karaka.
Au niveau de la ville de Rere, elle forme une cascade par-dessus les roches de Rere Rock Slide, une formation rocheuse émoussée de 60 m de long, et les chutes pittoresques de Rere Falls.

## Étymologie
Le nom de la rivière en langage Māori est donné pour la « maison avec une porte de côté », qui tranche avec un caractère inhabituel pour la tradition des maisons d’habitation Māori.